# Diadochowie

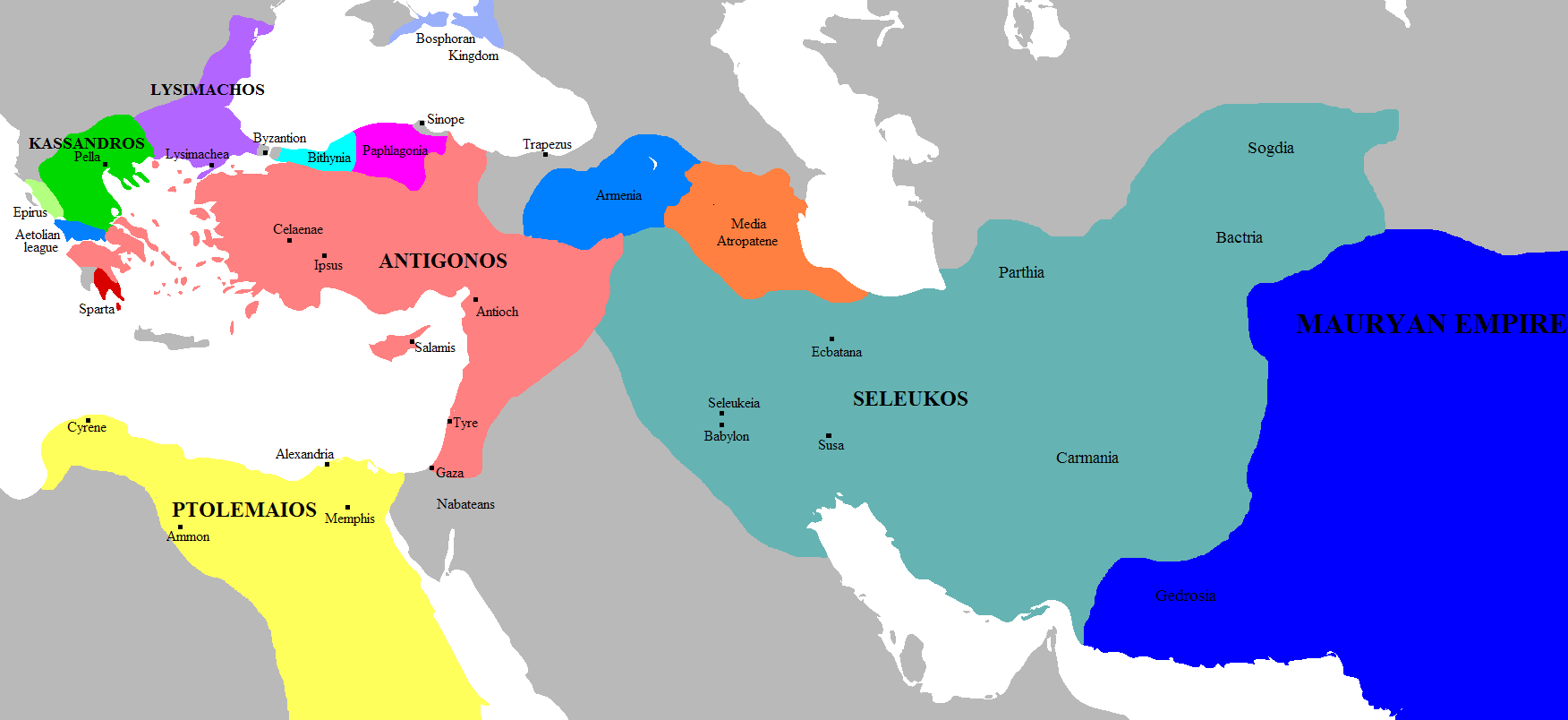
Państwa diadochów około 303 p.n.e.

Diadochowie (od stgr. διάδοχος diádochos – następca) – termin określający dowódców armii Aleksandra Wielkiego, którzy w powstałym imperium przejęli władzę po jego śmierci w 323 roku p.n.e.
Wywodzili się w większości ze znacznych rodów macedońskich. Początkowo każdy z nich władał jedną z prowincji rozległego imperium. Wkrótce jednak pomiędzy nimi oraz ich następcami wynikły długotrwałe konflikty na tle dążeń do wzajemnego przejmowania ziem odziedziczonych po Aleksandrze.
Okresem diadochów nazywany jest czas od 323 p.n.e. do 281 p.n.e., w którym na najbliższe stulecie zostały ustalone główne granice państw nowego świata hellenistycznego.
Do kategorii diadochów zaliczani są:
- Antygonos (zapoczątkował dynastię Antygonidów)[7]
- Antypater i jego syn Kassander (zapoczątkowali dynastię Antypatrydów)
- Lizymach
- Ptolemeusz (zapoczątkował dynastię Ptolemeuszów)[7]
- Seleukos (zapoczątkował dynastię Seleucydów)[7]
- Eumenes z Kardii;
- Leonnatos
- Perdikkas
- Krateros

Pewną rolę, choć krótkotrwałą, odegrał również Poliperchon, nominowany przez Antypatra na jego następcę z pominięciem syna Kassandra.
Spośród wyżej wymienionych tylko czterej założyli własne dynastie panujące w trzech wielkich monarchiach hellenistycznych: Lagidów w Egipcie, Seleukidów z centrum władzy w Syrii oraz Antygonidów w Macedonii. 
Następcy diadochów określani są mianem epigonów.